# Женская сборная Латвии по баскетболу
Женская сборная Латвии по баскетболу — женская сборная команда Латвии, представлявшая эту страну на международных баскетбольных соревнованиях. Управляющим органом сборной выступает Латвийская федерация баскетбола. Лучший результат — 4-е место на чемпионате Европы — команда заняла в 2007 году, участник Олимпийских игр в 2008 году.

## История
Латвийская сборная формировалась дважды, первый раз с 1938 года по 1940 год, за этот период команда успела сыграть несколько товарищеских игр.
Следующее появление команды осуществилось после распада СССР, в 1991 году она стала членом ФИБА. Официальный первый матч состоялся 14 мая 1993 года в датском городе Орхус, где Латвия участвовала в отборочном турнире чемпионата Европы, в игре со сборной Швеции — 75:81. Через 6 лет Латвия дебютировала в финальной части чемпионата Европы в Польше, где заняла 9-е место. Успехом команды считается выступление в 2007 году, когда команда дошла до полуфинала и заняла 4-е место, проиграв сборной Белоруссии в матче за 3-е место — 62:73. На следующий год сборная Латвии, единственная из всех прибалтийских сборных, участвовала в Олимпийских играх.
По состоянию на 2013 год, сборная Латвии в турнирах ФИБА провела 113 игр, из которых одержано 60 побед. Из игроков больше всего матчей за команду провели: Иева Таре (75), Гунта Башко-Мелнбарде (68), Зане Тамане (65), Лиене Янсон (57), Анете Екабсоне-Жогота (56) и Иева Кублина (52).

## Результаты

### Олимпийские игры
| Финальные турниры | Финальные турниры | Финальные турниры | Финальные турниры | Финальные турниры | Финальные турниры | Финальные турниры | Финальные турниры |                                        | Отборочные турниры                     | Отборочные турниры                     | Отборочные турниры                     | Отборочные турниры                     | Отборочные турниры                     | Отборочные турниры |
| Год               | Результат         | Место             | И                 | В                 | П                 | МЗ                | МП                | Место                                  | И                                      | В                                      | П                                      | МЗ                                     | МП                                     |                    |
| ----------------- | ----------------- | ----------------- | ----------------- | ----------------- | ----------------- | ----------------- | ----------------- | -------------------------------------- | -------------------------------------- | -------------------------------------- | -------------------------------------- | -------------------------------------- | -------------------------------------- | ------------------ |
| 1996              | Не участвовала    | Не участвовала    | Не участвовала    | Не участвовала    | Не участвовала    | Не участвовала    | Не участвовала    | Не участвовала в ЧЕ-1995               | Не участвовала в ЧЕ-1995               | Не участвовала в ЧЕ-1995               | Не участвовала в ЧЕ-1995               | Не участвовала в ЧЕ-1995               | Не участвовала в ЧЕ-1995               |                    |
| 2000              | Не участвовала    | Не участвовала    | Не участвовала    | Не участвовала    | Не участвовала    | Не участвовала    | Не участвовала    | Не участвовала в ЧЕ-1999               | Не участвовала в ЧЕ-1999               | Не участвовала в ЧЕ-1999               | Не участвовала в ЧЕ-1999               | Не участвовала в ЧЕ-1999               | Не участвовала в ЧЕ-1999               |                    |
| 2004              | Не участвовала    | Не участвовала    | Не участвовала    | Не участвовала    | Не участвовала    | Не участвовала    | Не участвовала    | Не участвовала в ЧЕ-2003               | Не участвовала в ЧЕ-2003               | Не участвовала в ЧЕ-2003               | Не участвовала в ЧЕ-2003               | Не участвовала в ЧЕ-2003               | Не участвовала в ЧЕ-2003               |                    |
| 2008              | Групповой этап    | 9                 | 5                 | 1                 | 4                 | 334               | 387               | 1/3                                    | 2                                      | 2                                      | 0                                      | 177                                    | 103                                    |                    |
| 2012              | Не участвовала    | Не участвовала    | Не участвовала    | Не участвовала    | Не участвовала    | Не участвовала    | Не участвовала    | Не участвовала (8-е место на ЧЕ-2011)  | Не участвовала (8-е место на ЧЕ-2011)  | Не участвовала (8-е место на ЧЕ-2011)  | Не участвовала (8-е место на ЧЕ-2011)  | Не участвовала (8-е место на ЧЕ-2011)  | Не участвовала (8-е место на ЧЕ-2011)  |                    |
| 2016              | Не участвовала    | Не участвовала    | Не участвовала    | Не участвовала    | Не участвовала    | Не участвовала    | Не участвовала    | Не участвовала (13-е место на ЧЕ-2015) | Не участвовала (13-е место на ЧЕ-2015) | Не участвовала (13-е место на ЧЕ-2015) | Не участвовала (13-е место на ЧЕ-2015) | Не участвовала (13-е место на ЧЕ-2015) | Не участвовала (13-е место на ЧЕ-2015) |                    |
| 2020              | Не участвовала    | Не участвовала    | Не участвовала    | Не участвовала    | Не участвовала    | Не участвовала    | Не участвовала    | Не участвовала (11-е место на ЧЕ-2019) | Не участвовала (11-е место на ЧЕ-2019) | Не участвовала (11-е место на ЧЕ-2019) | Не участвовала (11-е место на ЧЕ-2019) | Не участвовала (11-е место на ЧЕ-2019) | Не участвовала (11-е место на ЧЕ-2019) |                    |
| Всего             | Лучший: Группа    | Участие: 1/6      | 5                 | 1                 | 4                 | 334               | 387               |                                        | 2                                      | 2                                      | 0                                      | 177                                    | 103                                    |                    |

### Чемпионат мира по баскетболу среди женщин
- 2018: 13-е место

### Чемпионаты Европы
| Финальные турниры | Финальные турниры      | Финальные турниры      | Финальные турниры      | Финальные турниры      | Финальные турниры      | Финальные турниры      | Финальные турниры      |                 | Отборочные турниры | Отборочные турниры | Отборочные турниры | Отборочные турниры | Отборочные турниры | Отборочные турниры |
| Год               | Результат              | Место                  | И                      | В                      | П                      | МЗ                     | МП                     | Место           | И                  | В                  | П                  | МЗ                 | МП                 |                    |
| ----------------- | ---------------------- | ---------------------- | ---------------------- | ---------------------- | ---------------------- | ---------------------- | ---------------------- | --------------- | ------------------ | ------------------ | ------------------ | ------------------ | ------------------ | ------------------ |
| 1995              | Не прошла квалификацию | Не прошла квалификацию | Не прошла квалификацию | Не прошла квалификацию | Не прошла квалификацию | Не прошла квалификацию | Не прошла квалификацию | 18              | 8                  | 4                  | 4                  | н.д                | н.д                |                    |
| 1997              | Не прошла квалификацию | Не прошла квалификацию | Не прошла квалификацию | Не прошла квалификацию | Не прошла квалификацию | Не прошла квалификацию | Не прошла квалификацию | 28              | 7                  | 3                  | 4                  | н.д                | н.д                |                    |
| 1999              | Предварительный раунд  | 9                      | 5                      | 1                      | 4                      | 311                    | 377                    | н.д             | 9                  | 6                  | 3                  | н.д                | н.д                |                    |
| 2001              | Не прошла квалификацию | Не прошла квалификацию | Не прошла квалификацию | Не прошла квалификацию | Не прошла квалификацию | Не прошла квалификацию | Не прошла квалификацию | 20              | 6                  | 1                  | 5                  | н.д                | н.д                |                    |
| 2003              | Не прошла квалификацию | Не прошла квалификацию | Не прошла квалификацию | Не прошла квалификацию | Не прошла квалификацию | Не прошла квалификацию | Не прошла квалификацию | 14              | 6                  | 3                  | 3                  | н.д                | н.д                |                    |
| 2005              | Четвертьфинал          | 6                      | 6                      | 3                      | 3                      | 373                    | 388                    | н.д             | 6                  | 4                  | 2                  | н.д                | н.д                |                    |
| 2007              | Полуфинал              | 4                      | 11                     | 7                      | 4                      | 690                    | 688                    | н.д             | 4                  | 3                  | 1                  | н.д                | н.д                |                    |
| 2009              | Четвертьфинал          | 7                      | 9                      | 6                      | 3                      | 646                    | 560                    | Хозяева турнира | Хозяева турнира    | Хозяева турнира    | Хозяева турнира    | Хозяева турнира    | Хозяева турнира    |                    |
| 2011              | Четвертьфинал          | 8                      | 9                      | 5                      | 4                      | 570                    | 577                    | 1/4             | 6                  | 4                  | 2                  | 451                | 400                |                    |
| 2013              | Групповой этап         | 15                     | 3                      | 0                      | 3                      | 151                    | 194                    | 2/5             | 8                  | 5                  | 3                  | 547                | 437                |                    |
| / 2015            | Групповой этап         | 13                     | 4                      | 2                      | 2                      | 258                    | 263                    | 1/4             | 6                  | 5                  | 1                  | 427                | 374                |                    |
| 2017              | Четвертьфинал          | 6                      | 7                      | 3                      | 4                      | 446                    | 464                    | 2/3             | 4                  | 3                  | 1                  | 270                | 278                |                    |
| / 2019            | 1/8 финала             | 11                     | 4                      | 1                      | 3                      | 260                    | 284                    | Хозяева турнира | Хозяева турнира    | Хозяева турнира    | Хозяева турнира    | Хозяева турнира    | Хозяева турнира    |                    |
| Всего             | Участие: 9/12          | Лучший: 4-е место      | 47                     | 24                     | 23                     | 2999                   | 3040                   |                 | 70                 | 41                 | 39                 | 1695               | 1489               |                    |